# آلن اومیچ
آلن اومیچ (انگلیسی: Alen Omić؛ زادهٔ ۶ مهٔ ۱۹۹۲) بازیکن بسکتبال اهل بوسنی و هرزگوین است.

## حرفه
از باشگاه‌هایی که در آن بازی کرده‌است می‌توان به المپیا میلان، باشگاه بسکتبال ستاره سرخ بلگراد، باشگاه بسکتبال گرن کاناریا، باشگاه ورزشی افس پیلسن، باشگاه بسکتبال یوونتوت بادالونا، و باشگاه بسکتبال مالاگا اشاره کرد.